# Sommet du G20 de 2009 (États-Unis)
Pour les articles homonymes, voir Sommet du G20 de 2009.
Le G20 de Pittsburgh de septembre 2009 est un forum du G20 programmé les 24 et 25 septembre 2009 à Pittsburgh, en Pennsylvanie, avec l'objectif de renforcer la coordination internationale,.

## Contexte

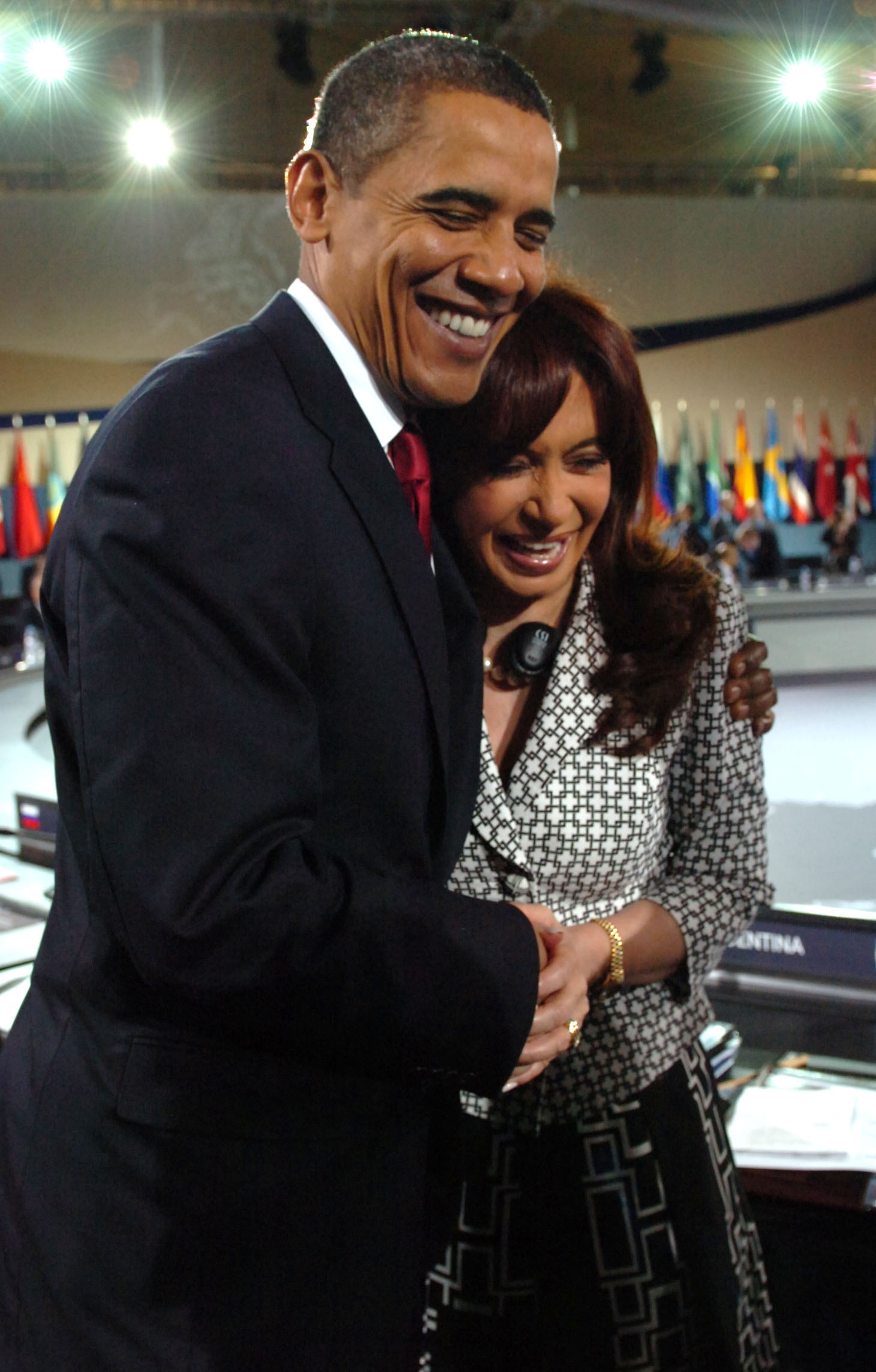
Barack Obama et Cristina Kirchner (présidente de l'Argentine) au G20 de Pittsburgh.

Sur proposition des États-Unis, soutenus par les participants au G20 lors de sa dernière réunion à Londres, le G20 se réunit de nouveau, à Pittsburgh, en Pennsylvanie, le 24 et 25 septembre 2009, afin de réformer les régulations bancaires et financières, de faire face aux séquelles de la crise des subprimes, et de se préparer à la reprise modérée ou à la faible croissance indiquée par les différentes organisations compétentes. 
Il devait s'agir notamment d'élargir les dernières réformes sur les paradis fiscaux du dernier G20, exceptionnellement le système de gouvernance du G20, favoriser la transparence, intégrer le dispositifs de bonus-malus, et légiférer sur des règles de provisionnement en fonds propres pour les banques. D'autre part, il s'agissait de réguler des hedge funds puis des instruments dérivés, sur la surveillance des agences de notation.
Ces divers objectifs avaient été ré-affirmés peu de temps auparavant par le Forum mondial sur la transparence et l’échange de renseignements, réuni à Mexico le 1er et 2 septembre 2009, et qui avait notamment élaboré le projet de Modèle de convention de l'OCDE sur l'échange de renseignements en matière fiscale.  

À la suite de cette réunion du Forum, Angel Gurría, le secrétaire général de l'OCDE, déclarait :  

« Nous  assistons à rien de moins qu’une révolution. En s’attaquant aux défis posés par le côté obscur des systèmes fiscaux, la campagne en faveur d’une transparence fiscale mondiale est en plein essor. Nous nous sommes dotés des moyens institutionnels de poursuivre cette campagne. Face à la crise, l’opinion publique internationale attend beaucoup et ne tolérera aucun écart ; nous devons nous montrer à la hauteur de ces attentes. »

Cependant, ce G20 éviterait l'essentiel, c'est-à-dire le sujet de la monnaie, car se profilerait derrière une guerre des changes.

### Positions des différents États
Les États-Unis et le Royaume-Uni restent hésitants et partagés sur les initiatives du couple franco-allemand, afin de sauvegarder la compétitivité des grandes places financières respectives. Néanmoins, en raison de la crise des subprimes depuis 2007, de l'affaiblissement des banques, et de la mobilisation de l’opinion publique, les gouvernements des États-Unis et de la Grande-Bretagne tendent à rejoindre les initiatives du couple franco-allemand sous coalition européenne ou de l'UE. Néanmoins, les États-Unis proposent d'accroître les fonds propres des banques, présentés comme des garanties, parce qu'ils ont plus aisément accès aux fonds propres que l'Europe, afin d'éviter la régulation des risques, notamment les primes des intermédiaires financiers.
Sur proposition de Cristina Kirchner, présidente de l'Argentine, ce G20 accueille en tant que participant l'Organisation internationale du travail (OIT).

## Conclusions, décisions
- Dans le domaine de l'environnement, avant le lancement des débats, suivant l'appel de grandes ONG qui ont dénoncé les subventions de la banque mondiale continuant à encourager les énergies fossiles, les États-Unis par la voix de Mike Froman (conseiller national adjoint à la sécurité nationale) ont invité les pays du G20 à supprimer les subventions publiques allouées au secteur des énergies fossiles, afin de lutter plus vite et plus efficacement contre les dérèglements climatiques, pour une meilleure sécurité énergétique, efficience énergétique, pour la santé publique et de l'environnement, mais aussi pour relancer l’économie par le développement des énergies propres et sûres et des économies d'énergie, très productrices d'emploi[11].
- Dans le domaine de la sécurité nucléaire et de la lutte contre la prolifération, trois chefs d'État (américain, français et britannique) ont conjointement dénoncé la construction secrète par l'IRAN dans une base militaire souterraine située près de la ville de Qom d'une seconde usine d'enrichissement de l'uranium (d'une capacité d'environ 3 000 centrifugeuses selon les informations disponibles en septembre 2009), et dont la taille et la configuration ne sont pas selon le président américain compatible avec un usage civil (L'Iran aurait reconnu par courrier à l'AIEA l'existence de cette usine le 21 sept 2009[12].

## Participants
Liste des participants officiels:
États
- Afrique du Sud représentée par  Jacob Zuma, Président
- Allemagne représentée par Angela Merkel, Chancelière
- Arabie saoudite représentée par Abdallah ben Abdelaziz Al Saoud, Roi
- Argentine représentée par Cristina Fernández de Kirchner, Présidente
- Australie représentée par Kevin Rudd, Premier Ministre
- Brésil représenté par Luiz Inácio Lula da Silva, Président
- Canada représenté par Stephen Harper, Premier Ministre
- Chine représentée par Hu Jintao, Président
- Corée du Sud représentée par Lee Myung-bak, Président
- Espagne* représentée par José Luis Rodríguez Zapatero, Premier Ministre
- États-Unis représentés par Barack Obama, Président
- France représentée par Nicolas Sarkozy, Président
- Inde représentée par Manmohan Singh, Premier Ministre
- Indonésie représentée par Susilo Bambang Yudhoyono, Président
- Italie représentée par Silvio Berlusconi, Président du conseil
- Japon représenté par Yukio Hatoyama, Premier Ministre
- Mexique représenté par Felipe Calderón, Président
- Pays-Bas* représentés par Jan Peter Balkenende, Premier Ministre
- Royaume-Uni représenté par Gordon Brown, Premier Ministre
- Russie représentée par Dimitri Medvedev, Président
- Turquie représentée par Recep Tayyip Erdoğan, Premier Ministre

N.B. Les pays marqués d'un * ne sont pas des membres reconnus du G20
Organisations Régionales
- Commission européenne représentée par José Manuel Barroso, Président de la Commission européenne.
- Conseil européen représenté par Fredrik Reinfeldt, Président du Conseil européen (et Premier ministre de Suède).
- Nouveau partenariat pour le développement de l'Afrique (NEPAD) représenté par Meles Zenawi (Premier ministre d'Éthiopie).
- Association des nations de l'Asie du Sud-Est (ANASE ou ASEAN) représentée par Abhisit Vejjajiva (Premier ministre de Thaïlande).

Organisations Internationales
- Organisation des Nations unies (ONU) représentée par Ban Ki-moon, Secrétaire général des Nations unies.
- Banque mondiale représentée par Robert Zoellick, Président de la Banque mondiale.
- Fonds monétaire international (FMI) représenté par Dominique Strauss-Kahn, Directeur général du Fonds monétaire international.
- Organisation internationale du travail (OIT)
- Organisation mondiale du commerce (OMC ou WTO) représentée par Pascal Lamy, Directeur général de l'Organisation mondiale du commerce.
- Forum de stabilité financière (FSF) représenté par Mario Draghi.